# Дауендорф
Дауендорф (фр. Dauendorf) насеље је и општина у источној Француској у региону Алзас, у департману Доња Рајна која припада префектури Хагенау.
По подацима из 2011. године у општини је живело 1440 становника, а густина насељености је износила 188,73 становника/km². Општина се простире на површини од 7,63 km². Налази се на средњој надморској висини од 220 метара (максималној 270 m, а минималној 153 m).

## Демографија
| 1962. | 1968. | 1975. | 1982. | 1990. | 1999. | 2011. |
| ----- | ----- | ----- | ----- | ----- | ----- | ----- |
| 1.120 | 1.133 | 1.220 | 1.372 | 1.372 | 1.424 | 1.440 |

График промене броја становника у току последњих година